# 5565 Ukyounodaibu
5565 Ukyounodaibu è un asteroide della fascia principale. Scoperto nel 1991, presenta un'orbita caratterizzata da un semiasse maggiore pari a 2,8109868 au e da un'eccentricità di 0,2161709, inclinata di 10,30597° rispetto all'eclittica.
L'asteroide è dedicato alla poetessa giapponese Kenreimon-in Ukyō no Daibu.